# Madina Biktaguírova
Madina Biktagirova (Rusia, 20 de septiembre de 1964) es una atleta rusa retirada especializada en la prueba de maratón, en la que ha conseguido ser subcampeona europea en 1998.

## Carrera deportiva
En el Campeonato Europeo de Atletismo de 1998 ganó la medalla de plata en la maratón, recorriendo los 42,195 km en un tiempo de 2:28:01 segundos, llegando a meta tras la portuguesa Manuela Machado (oro) y por delante de la italiana Maura Viceconte (bronce).